# Claude Shannon
Claude Elwood Shannon, född 30 april 1916 i Petoskey i Michigan, död 24 februari 2001 i Medford i Massachusetts, var en amerikansk ingenjör som grundlade den moderna kommunikations- och informationsteorin.

## Biografi
Shannon arbetade som forskningsingenjör på Bell Laboratories i New Jersey mellan 1941 och 1971 under vilken tid han publicerade sina viktigaste upptäckter. Som 21-åring erhöll han en 'master' hos Massachusetts Institute of Technology (MIT) med en avhandling om boolesk algebra i elektroniska kretsar, som visade att alla typer av variabler logiskt kan konstrueras. Han bidrog till kryptoanalysen. Ett exempel på det är hans omformulering av Kerckhoffs princip.
Under sin levnad erhöll han ett antal priser för sin verksamhet, Stuart Ballantines Medalj (1955), IEEE hedersmedalj (1966), Nationella vetenskapsmedaljen  (1966), Harvey Priset (1972), Claude E. Shannon Award (1972, instiftat till hans ära), Harold Pender priset (1978), John Fritz Medaljen (1983), Kyoto priset (1985), National Inventors Hall of Fame (2004, postumt). Till detta skall föras ett flertal hedersdoktorat.
Han designade lekdatorn Minivac 601, som släpptes 1961, som en del av sin hobby. 

## Publikationer
- A Symbolic Analysis of Relay and Switching Circuits (1940) – Masters thesis
- Mathematical Theory of the Differential Analyzer (1941)
- A Mathematical Theory of Communication (1948) – Shannons viktigaste och mest kända verk. I detta utvecklades en teori kring begreppen information, entropi och redundans. Ordet 'bit' användes här för första gången
- Communication Theory of Secrecy Systems (1949) – kryptografi diskuteras utifrån informationsteorin
- Programming a Computer for Playing Chess (1950)